# Vinland Saga (album)
Vinland Saga è il secondo album della band symphonic metal Leaves' Eyes, commercializzato nel 2005. È un concept album in quanto narra la storia del viaggio di Leifr Eiríksson e della sua scoperta di Vinland. La voce principale è quella di Liv Kristine, con qualche growl di Alexander Krull.

## Tracce
1. Vinland Saga (3:12)
2. Farewell Proud Men (4:04)
3. Elegy (5:07)
4. Solemn Sea (3:44)
5. Leaves' Eyes (3:59)
6. The Thorn (4:05)
7. Misseri (Turn Green Meadows into Grey) (3:50)
8. Amhrán (Song of the Winds) (2:48)
9. New Found Land (3:28)
10. Mourning Tree (4:03)
11. Twilight Sun (3:22)
12. Ankomst (3:55)

## Edizione limitata
I Leaves' Eyes hanno pubblicato un'edizione limitata dell'album negli Stati Uniti il 7 novembre 2006 con le seguenti tracce:
1. Vinland Saga (3:12)
2. Farewell Proud Men (4:04)
3. Elegy (5:07)
4. Solemn Sea (3:44)
5. Leaves' Eyes (3:59)
6. Thorn (4:05)
7. Misseri (Turn Green Meadows into Grey) (3:50)
8. Amhrán (Song of the Winds) (2:48)
9. New Found Land (3:28)
10. Mourning Tree (4:03)
11. Twilight Sun (3:22)
12. Ankomst (3:55)
13. Heal (3:58)
14. For Amelie (New Version) (3:57)

Questa versione include anche un video con il "making-of", un'intervista a Liv Kristine, come il video di Elegy (che si trova pure nell'album originale).